# پیتر آروندل
پیتر آروندل (انگلیسی: Peter Arundell؛ زادهٔ ۸ نوامبر ۱۹۳۳ در ایلفورد، اسکس – درگذشتهٔ ۱۶ ژوئن ۲۰۰۹ در نزدیکی کینگز لین، نورفک) رانندهٔ مسابقات اتومبیل‌رانی اهل انگلستان بود که با تیم لوتوس در مسابقات فرمول یک شرکت کرد. او در ۱۳ گراند پری از مسابقات جهانی فرمول یک حضور یافت و در این مسابقات ۱۲ امتیاز کسب کرد.

## نتایج کامل در فرمول یک
(کلید)
| سال  | شرکت‌کننده | شاسی     | موتور       | ۱        | ۲          | ۳         | ۴           | ۵        | ۶        | ۷         | ۸        | ۹       | ۱۰            | ق.ر.  | امتیاز |
| ---- | --------- | -------- | ----------- | -------- | ---------- | --------- | ----------- | -------- | -------- | --------- | -------- | ------- | ------------- | ----- | ------ |
| ۱۹۶۳ | تیم لوتوس | لوتوس ۲۵ | کلیمکس وی۸  | موناکو   | بلژیک      | هلند      | فرانسه ع.ش. | بریتانیا | آلمان    | ایتالیا   | آمریکا   | مکزیک   | آفریقای جنوبی | ر.ن.  | ۰      |
| ۱۹۶۴ | تیم لوتوس | لوتوس ۲۵ | کلیمکس وی۸  | موناکو ۳ | هلند ۳     | بلژیک ۹   | فرانسه ۴    | بریتانیا | آلمان    | اتریش     | ایتالیا  | آمریکا  | مکزیک         | هشتم  | ۱۱     |
| ۱۹۶۶ | تیم لوتوس | لوتوس ۴۳ | بی‌آرام اچ۱۶ | موناکو   | بلژیک ع.ش. | فرانسه ب. |             |          |          |           |          |         |               | هفدهم | ۱      |
| ۱۹۶۶ | تیم لوتوس | لوتوس ۳۳ | بی‌آرام وی۸  |          |            |           | بریتانیا ب. | هلند ب.  | آلمان ۱۲ | ایتالیا ۸ |          | مکزیک ۷ |               | هفدهم | ۱      |
| ۱۹۶۶ | تیم لوتوس | لوتوس ۳۳ | کلیمکس وی۸  |          |            |           |             |          |          |           | آمریکا ۶ |         |               | هفدهم | ۱      |